# Nava de Béjar
Nava de Béjar is een gemeente in de Spaanse provincie Salamanca in de regio Castilië en León met een oppervlakte van 11,73 km². Nava de Béjar telt 99 inwoners (1 januari 2016).

## Demografische ontwikkeling
Bron: INE, 1857-2011: volkstellingen
Opm.: Tussen 1974 en 1982 maakte Nava de Béjar deel uit van de gemeente Guijuelo